# Afløbsspor
Et afløbsspor er et kort spor, som ender i en sporstopper eller anden forhindring f.eks. en sandbunke eller ingenting. Afløbsspor etableres f.eks. i tilknytning til et hovedspor ved hjælp af et sporskifte. Når sporskiftet er stillet mod afløbssporet, beskytter det mod utilsigtede sammenstød mellem tog- og rangermateriel. Hvis der er risiko for et sammenstød, bliver den ene togstamme ledt ud på afløbssporet, sådan at hovedsporet dermed holdes frit. 
Afløbsspor bruges også til at opfange løse vogne, typisk under rangering, men kan også benyttes til opbremsning af tog, der har for høj fart til at kunne standses i tide.